# Uche Onyebadi
Uche Onyebadi (* 6. Februar 1958) ist ein nigerianischer Journalist und Satiriker.
Onyebadi studierte Politikwissenschaft an der University of Lagos und war Kolumnist des Vanguard und der Daily Times sowie Herausgeber des Top Magazine. In Kenia war er als Sportreporter tätig. Er promovierte in Journalismus an der University of Missouri, war ab 2014 Leiter der Journalismusschule der Southern Illinois University und war Fulbright-Spezialist an der BRAC University in Dhaka (Bangladesh). Heute ist er Assistenzprofessor an der Abteilung Journalismus an der University of Missouri. Onyebadi befasst sich in satirischen Büchern mit Politik, Medien und Gesellschaft in Nigeria und Afrika.